# گل سنگ
گل سنگ (نام علمی: Hypoestes phyllostachya) گونه‌ای گیاه گلدار از تیره پاخرسیان است که بومی آفریقای جنوبی، ماداگاسکار و جنوب شرق آسیاست. برگهای گل سنگ معمولاً از نقاط رنگی صورتی، سفید یا قرمز پوشیده شده‌است. 
نور: نور مستقیم موجب آسیب رساندن به برگ ها می شود. گل سنگ نیازمند نور غیرمستقیم و زیاد است. کم بودن نور موجب از بین رفتن خال های صورتی و رنگی برگ ها می شود.
دما: بهترین دما برای این گیاه بین 15 الی 25 درجه سانتی گراد می باشد. نباید دما به زیر 13 درجه سانتیگراد برسد. سرما منجر به از بین رفتن خال های روی برگ ها و در نهایت کل گیاه می شود.
آبیاری: از آب بدون کلر استفاده کنید و زمانی اقدام به آبیاری کنید که روی خاک به طور کلی خشک شده باشد. به این صورت که انگشت خود را تا بند اول داخل خاک فرو کنید و اگر خشک بود و خاک به دستتان نچسبید اقدام به آبیاری کنید.
رطوبت: این گیاه دوستدار رطوبت بالاست. برای تامین رطوبت این گیاه راه های متفاوتی وجود دارد که می توانید یکی از آن ها را انتخاب کنید:
```
غبارپاشی دوبار در هفته
قرار دادن یک ظرف آب کنار گلدان گیاه
ساخت جزیره
```

خاک: زهکشی خاک باید بالا باشد تا آب را به راحتی از خود عبور دهد. خاک سنگین باعث پوسیدگی ریشه خواهد شد.
کوددهی: جهت رشد بهتر هر دو هفته یکبار طی فصول رشد اقدام به کوددهی با کودکامل کنید. می‌توان از کودهای پودری جامد که حاوی سه عنصر اصلی نیتروژن،  پتاسیم و فسفر هستند و به نام کود سه بیست نیز شناخته می‌شوند، هر دو هفته یک بار در فصل بهار و تابستان، برای تقویت و رشد بهتر گیاه، استفاده نمود. 

## نگارخانه

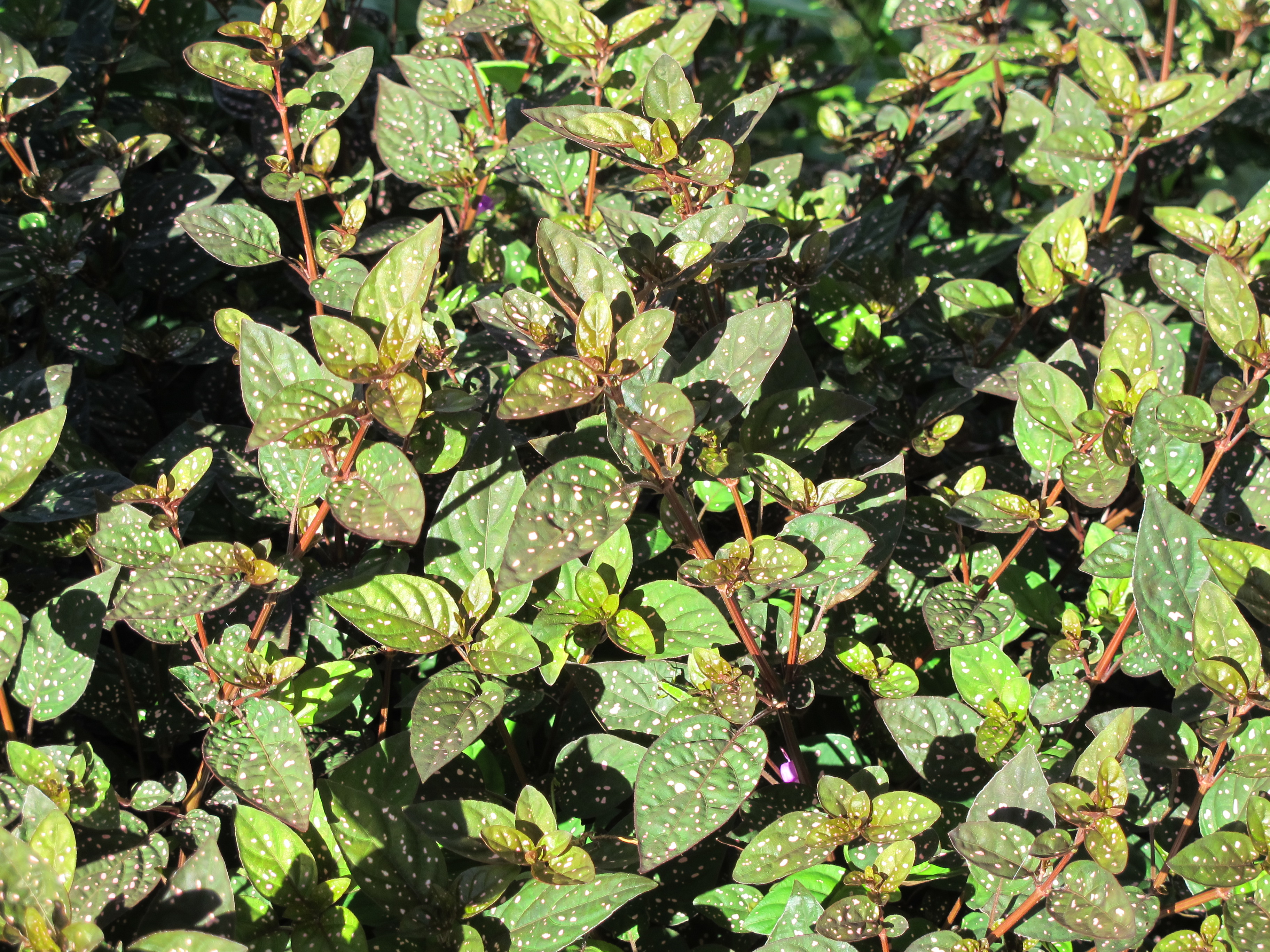
In Madagascar
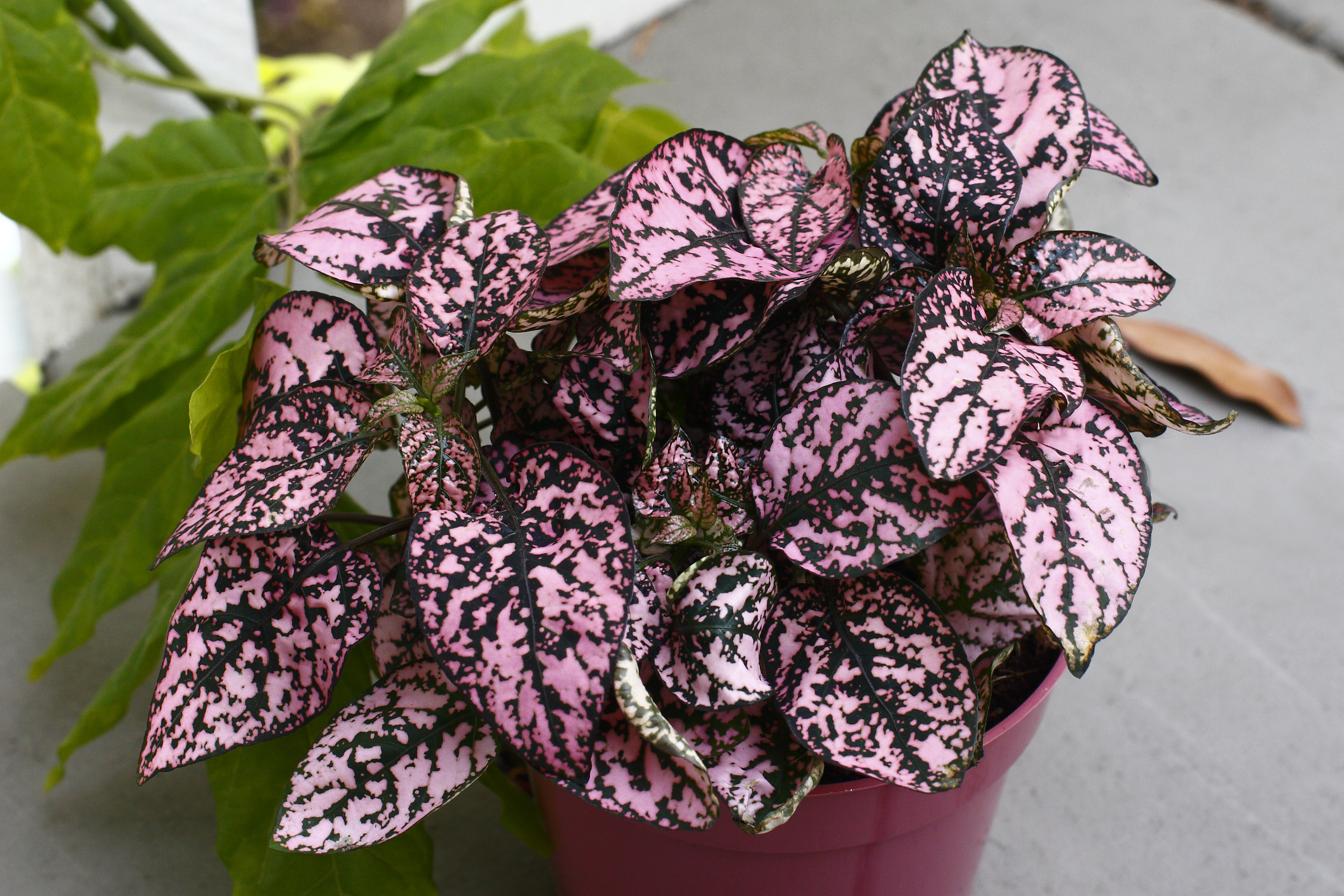
Glossy pink and dark green blobs
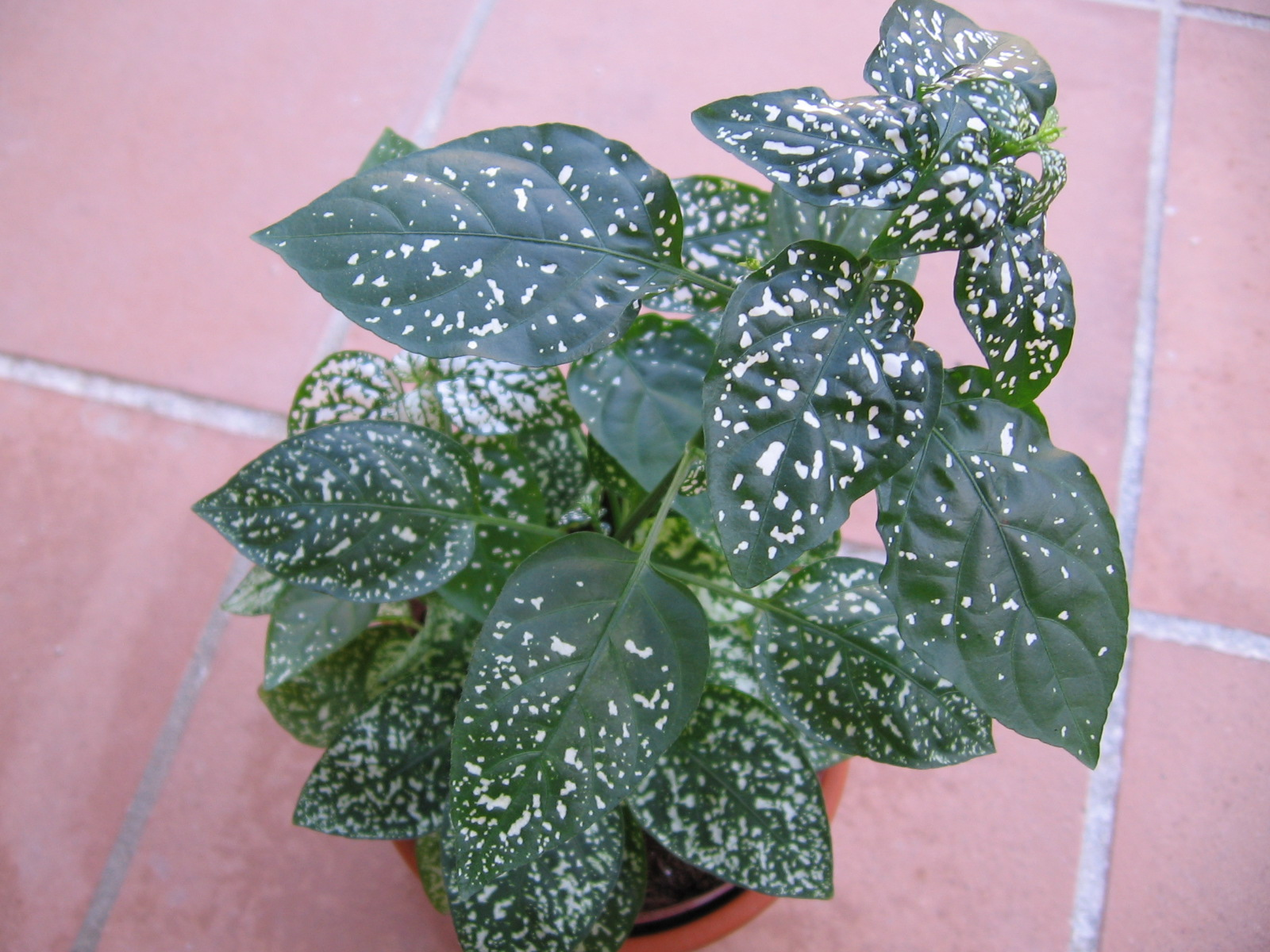
With white dots
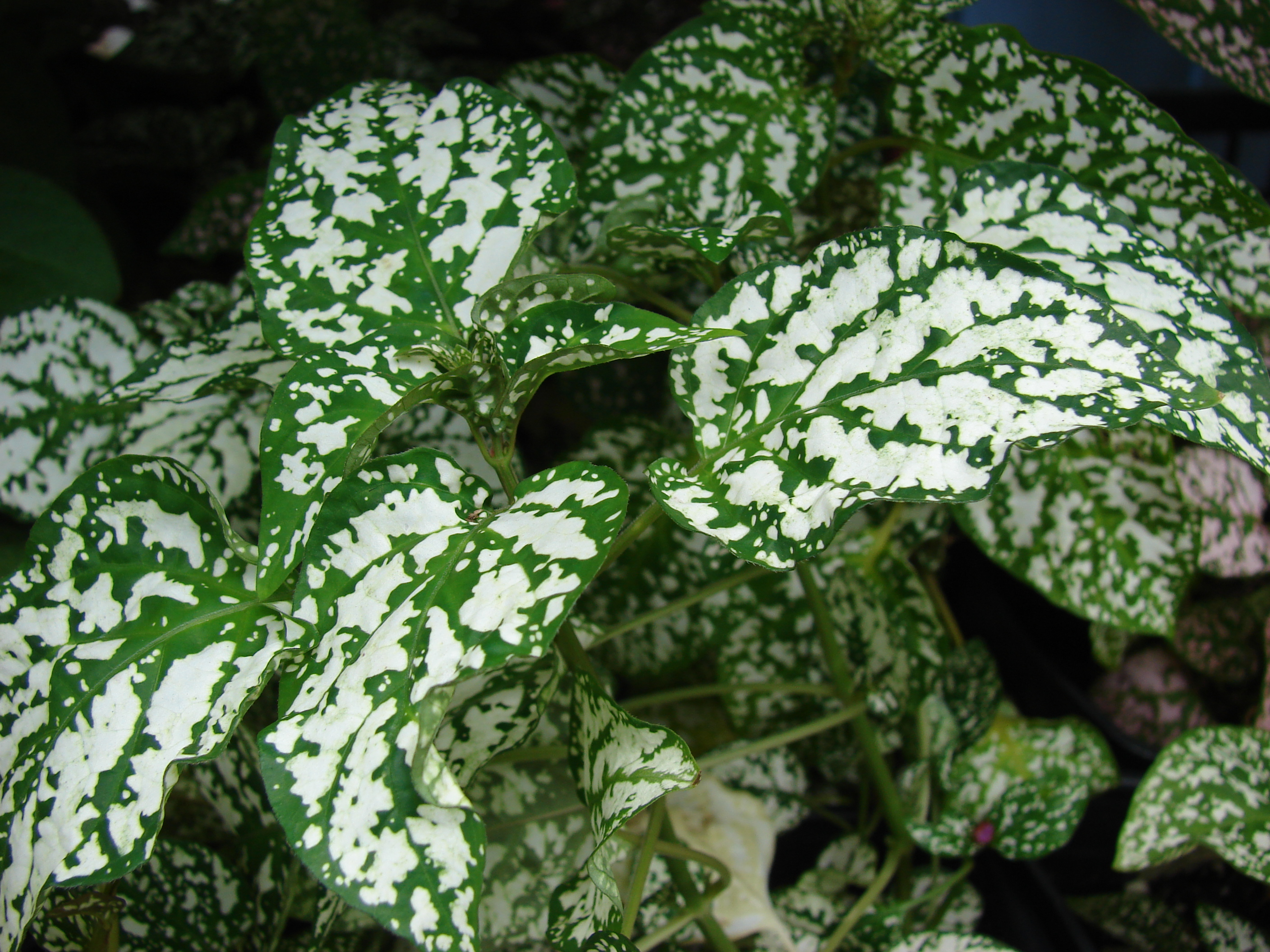
Large white dots
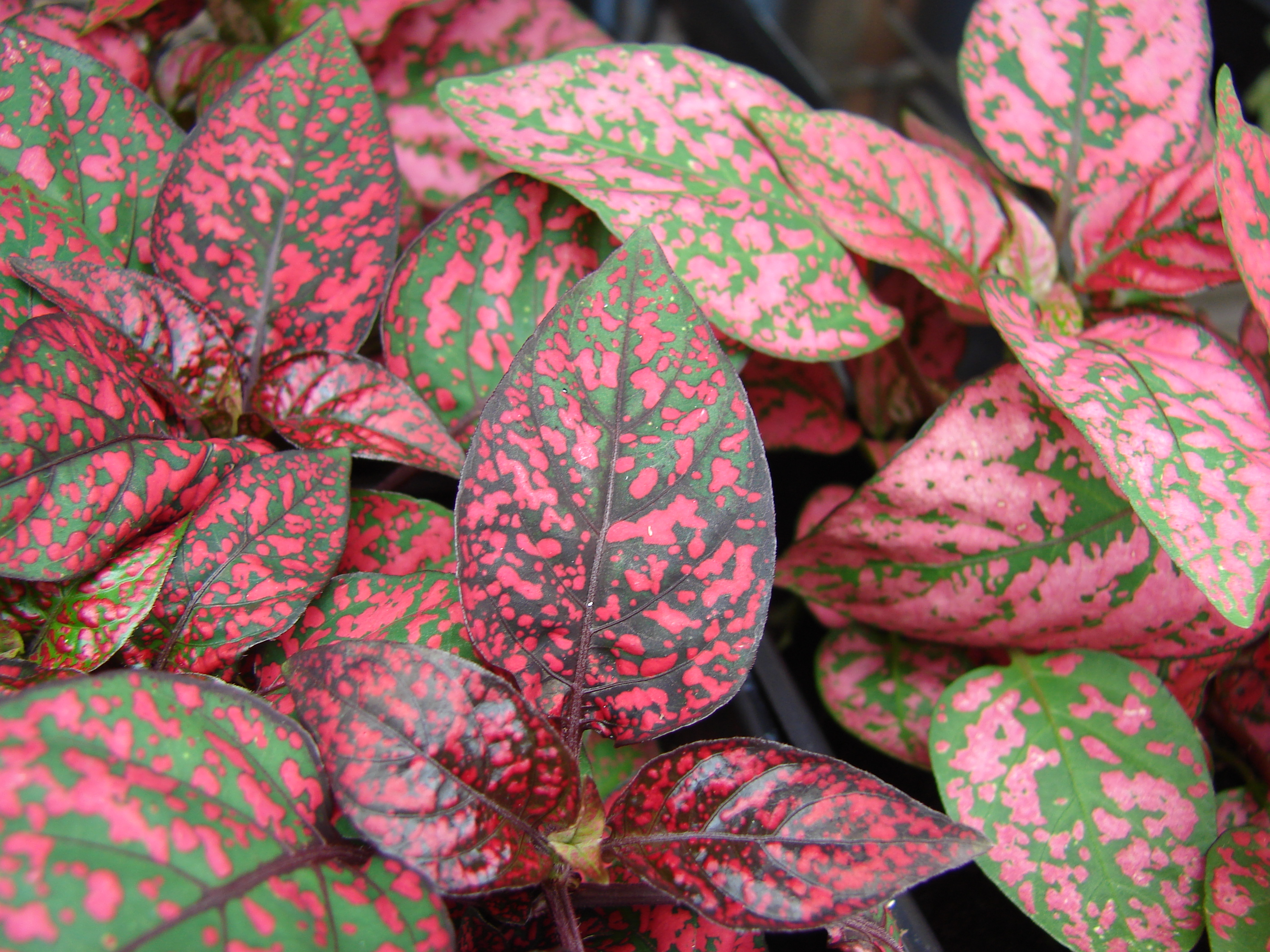
Leaves with pink marks
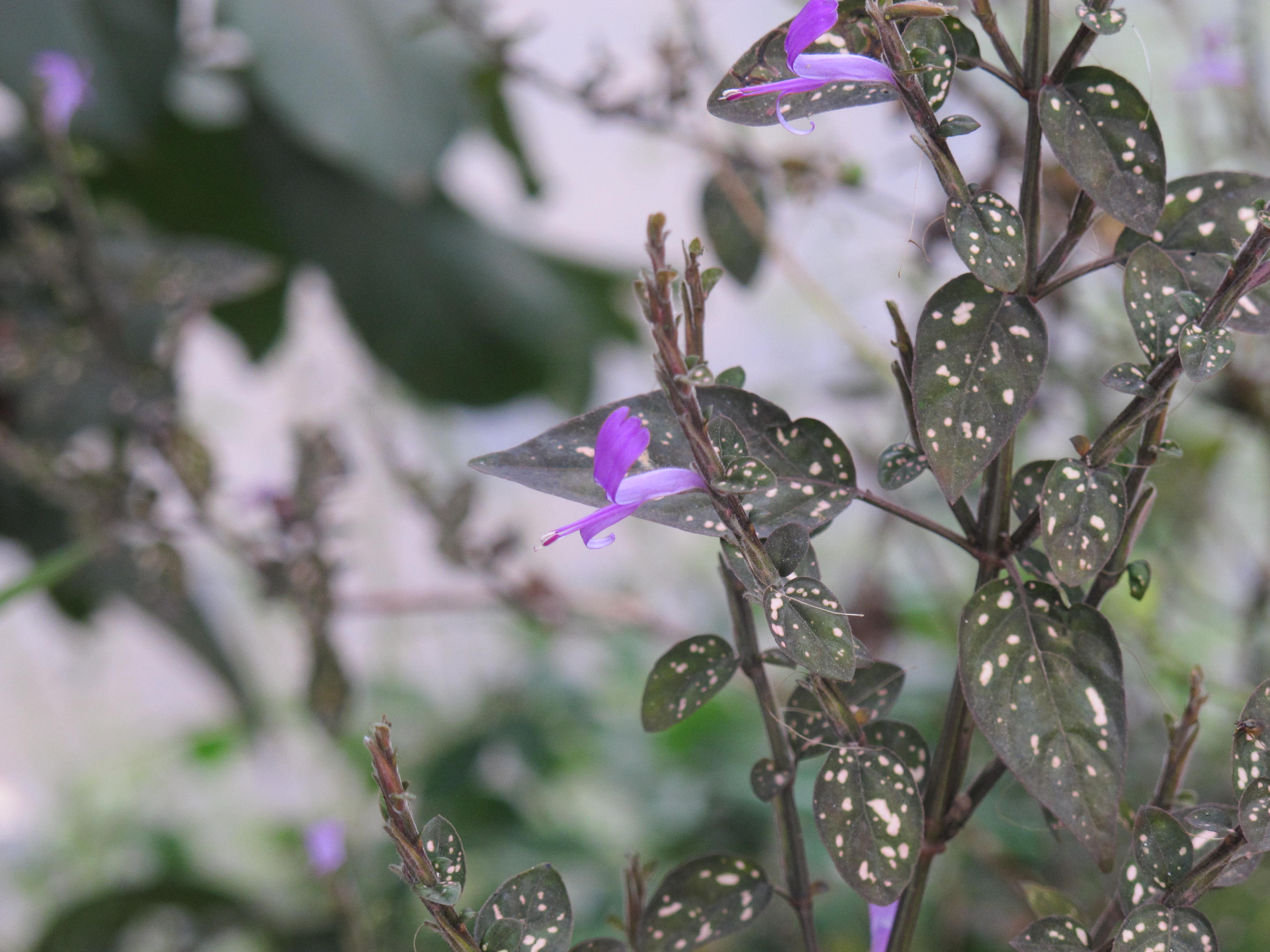
Purple flower
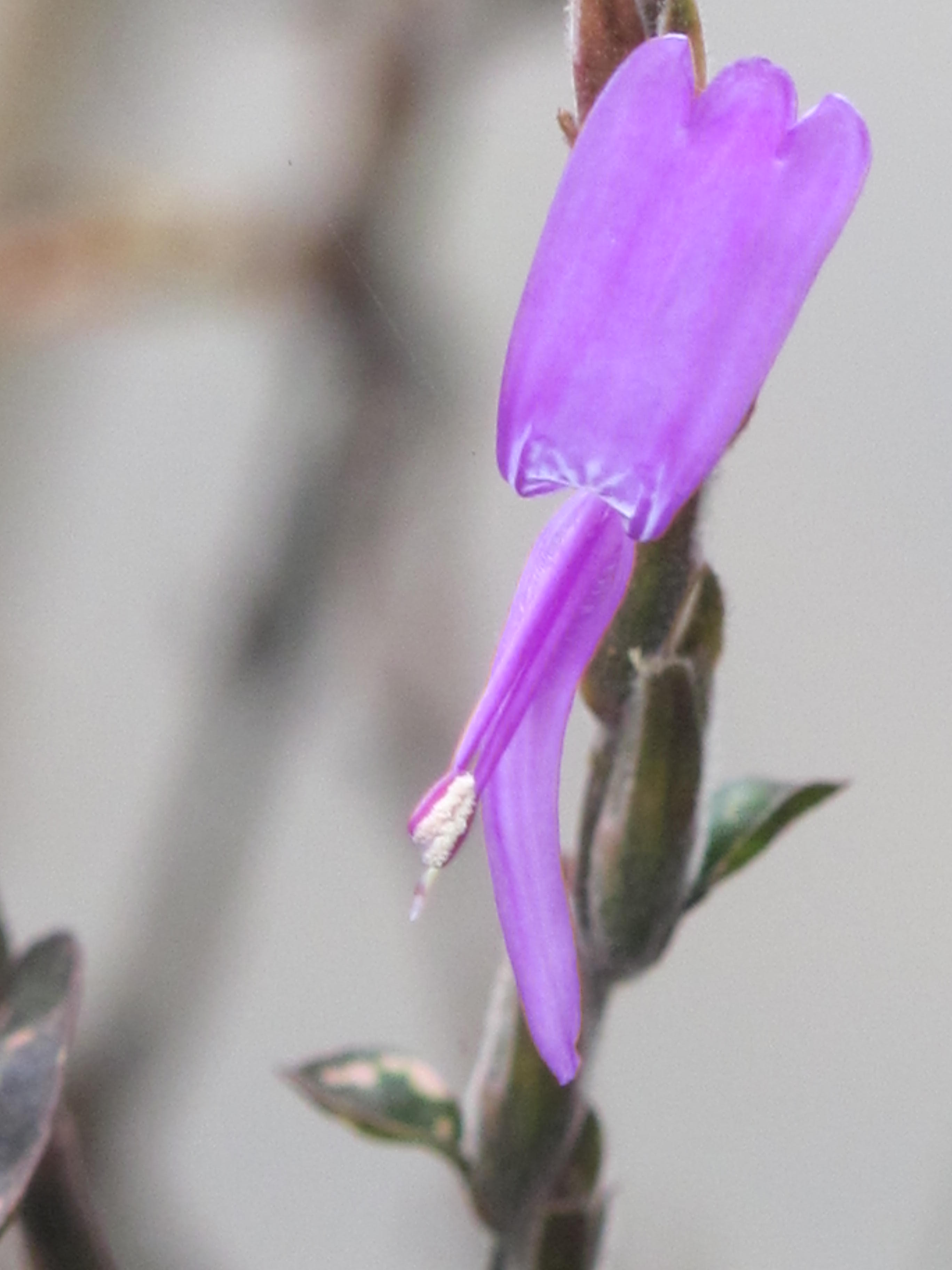
Closeup flower